# Письменний Степан Дмитрович
Письменний Степан Дмитрович (?, Харківська губернія — 1940, Старобільськ) — український військово-політичний діяч, член Української Центральної Ради.

Матрос балтійського флоту Степан Письменний

У російській армії служив матросом на флоті.
На 1 Всеукраїнському військовому з'їзді 18-20.05.1917 р. — обраний членом Українського Генерального Військового комітету, був незмінним секретарем УГВК. З середини лютого 1918 р. — секретар Військового міністерства УНР. 02.07.1918 р. був звільнений з військової служби. З 25.12.1918 р. — начальник канцелярії Головного управління Генерального штабу УНР. У 1919—1921 рр. — скарбник Військового міністерства УНР.
З 1922 р. жив у Рівному. Після окупації Рівного радянськими військами у 1939 р. був схоплений НКВС та у 1940 р. розстріляний у концтаборі в Старобільську Ворошиловградської області (хоча його прізвище розміщене на меморіалі у Биківні).
Дружина — Ангеліна Антонівна Блонська.